# Lerøy Seafood Group
Lerøy Seafood Group ASA er en norsk producent af fisk og skaldyr. Virksomheden har hovedkvarter i Bergen, hvor fisker Ole Mikkel Lerøen begyndte en fiskehandel i 1939 med navnet Hallvar Lærøy AS. Indtil 1997 var virksomheden familieejet, men i 2002 blev den børsnoteret på Oslo Børs. Siden 2008 er 52,69 % af Lerøy Seafood Group ejet af Austevoll Seafood.
De begyndte eksport af laks i 1973.
De har i dag dambrug i Hitra, Kristiansund, Troms og Skotland (Shetlandsøerne).